# Casta ad virum matrona parendo imperat
 Casta ad virum matrona parendo imperat лат. (изговор: каста ад вирум матрона парендо императ). Честита  жена заповједа мужу тиме што га слуша. (Публилије Сиранин)

## Поријекло изреке
Изговорио Публилије Сиранин римском писац сентенција које су цветале у првом веку п. н. е.

## Тумачење
Ова изрека је данас анахрона, у давним временима примјерена. (роб, ма како био ствар, није неморална категорија, већ оној цивилизацији и култури природно стање). Жена је створена да буде послушна. Сиранин јој оставља једину могћност да и заповједа, и то тако  што ће баш бити послушна, јер ће  тако непримјетно остваривати своје намјере, тј. заповједати.